# 웨스터하우트 49
천문학에서  웨스터하우트 49는 W49라고도 알려져 있으며 H II 영역의 강력한 은하 열 전파원으로 1958년 가트 웨스터하우트에 의해 발견되었다.
거리는 약 11,100 파섹 또는, 36,000 광년으로 추정되며 이는 태양과 은하 중심으로부터 거의 같은 거리에 있는 은하평면에 있다는 것으로 약 절반 거리에 있는 거대한 H II 영역 NGC 3603과 비교된다. 오래된 초신성 잔해에서 나온 것으로 추정되는 비열 복사가 발견되었고 기체 분자 발산류와 H2O(물) 메이저가 감지되었다. 광학적 짝은 아직 발견되지 않았는데 이는 부분적으로는 성간 흡수로 인한 것이지만 은하평면에서 그렇게 먼 거리에 있는 밀집된 별들은 일반적인 배경과 거의 구별되지 않는다.
VLT가 다른 기기와 함께 사용된 2014년에 발표된 연구는 이 별 형성 지역의 중심 성단에 매우 거대한 별이 존재함을 보여준다. 해당 별(W49nr1, [WBB2016] 1로도 알려짐)의 매개변수는 지금까지 잘 제한되지 못했지만 태양의 수백만 배의 광도 뿐만 아니라 초기 질량도 태양질량의 100~180배로 추정되며 더 높을수도 있고 알려진 가장 광도가 높고 가장 무거운 별 중 하나다. 이 지역에 위치한 또 다른 별인 [WBB2016] 2는 질량이 태양의 250배에 달하며 알려진 가장 밝고 무거운 별 중 하나다.

## 같이 보기
- W49B
- 질량이 큰 항성 목록